# Datapoint 2200

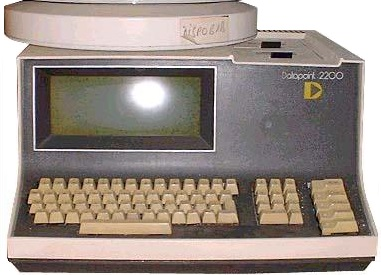
Datapoint 2200

Datapoint 2200 は1970年6月、CTC（Computer Terminal Corporation、後の Datapoint）が発表したプログラム可能な端末である（実際の出荷は1971年）。当時の多くの端末は単機能だったが、Datapoint 2200 は各種端末エミュレータを磁気（カセット）テープでロードすることで様々なメインフレームに接続できる安価な端末として設計された。しかしユーザーは、このプログラム可能端末が単純なコンピュータのタスクを自前で実行できることを発見し、実際にスタンドアロンのコンピュータとして利用するようになった。すなわち、CTC は現代的な意味でのパーソナルコンピュータに非常によく似た機器を生み出したのである。また同時に、そのCPU（プロセッサ）は、後に IBM PC や互換機で使われるようになる x86 命令セットアーキテクチャの元になったという事実も重要である。

## 仕様
本体
- 大きさ: おおよそ 60cm（幅）×60cm（奥行き）×30cm（高さ）、IBMの Selectric タイプライターと同程度
- CPU: 8ビット。標準ロジックIC（TTL）で構成されている。Intel 8008 とほぼ100%互換である。
- RAM: 初期バージョンは標準2KB（最大8KB）。後期バージョンは標準4KB（最大16KB）
  - 初期はシフトレジスター後にMOSメモリーが使われた。
- 内蔵入出力
  - フルキーボード装備
  - 80文字×12行のグリーンディスプレイ（文字表示のみ）
  - カセットテープ装置×2台（容量130KB）。オプションで8インチフロッピーディスク装置
  - シリアルポート
  - パラレルポート
  - ARCnetインタフェース（1977年）

周辺機器
- モデム
- ハードディスクドライブ（初期は2.5MBで、後にもっと大容量のものも製品化されている）
- プリンター
- パンチカードリーダー
- 磁気テープ装置（1975年）

## x86アーキテクチャの萌芽
最初のパーソナルコンピュータの1つとなっただけではなく、Datapoint 2200 はコンピュータ史と別のつながりも持っている。当初の設計では、TTL回路モジュールではなくシングルチップの8ビットマイクロプロセッサをCPUとして使う予定だった。1969年、CTCはインテルとテキサス・インスツルメンツ (TI) にチップ開発を依頼した。TIは安定動作するチップを製造できず、途中で降りたが、インテルは一応完成させた。しかし、その性能はCTCの要求を満たさなかったため、CTCはやむなくTTL回路で製造することに決定した。
CTCがリリースした Datapoint 2200 はマイクロプロセッサの代わりに約100個のTTL-ICを使っていた。一方、インテルはこのシングルチップ設計を Intel 8008 として1972年4月にリリース。8008 はインテルの最初の8ビットCPUであり、後に大きく発展することになる16ビットのx86ファミリの命令セットの原型にもなった。8008の命令セットはCTCの技術者が設計したものであり、そういう意味では彼らが1980年代中盤から今日まで最も広く使われている命令セットアーキテクチャの生みの親と言う事ができる。

## 設計者
命令セットの設計は Victor Poor と Harry Pyle による。TTL回路設計は Gary Asbell、外観のインダストリアルデザインは Jack Frassanito による。